# Emiel Ramoudt
Emiel Ramoudt (Roeselare, 28 september 1924 – Schaarbeek, 4 oktober 1988) was een Belgische schrijver en journalist. Hij werkte zowel voor kranten, radio als tv.

## Biografie
Emiel Ramoudt werd geboren op de wijk Barnum in Roeselare. Hij volgde les aan de Vrije Middelbare School Roeselare, waarna hij twee jaar als vrije student aan de Katholieke Universiteit van Rijsel actief was. In 1942 werkte hij als bediende bij de Kredietbank te Roeselare. Hij werd in 1944, kort voor de bevrijding van de stad tijdens de Tweede Wereldoorlog naar Duitsland gedeporteerd als verplicht tewerkgestelde. Hij werkte er als arbeider in Venusberg, een dorp in het Ertsgebergte. Deze periode tekende hem voor het leven. In 1959 schreef hij hierover een autobiografische roman, 'Venusberg'. Dit boek werd later door de BRT-West-Vlaanderen als luisterspel uitgezonden.
Na zijn terugkeer naar Roeselare werkte hij een tijdje voor Intercom. Hij was een veelzijdig man. Van 1949 tot 1964 werkte hij als muziekprogrammator bij de Roeselaarse Radiodistributie. Het is ook in deze periode dat hij zijn vlotte pen bovenhaalde. Hij schreef onder meer twee operettelibretto's voor het lokale toneelgezelschap 'Kunst Veredelt'. Deze teksten werden door componist Willy Ostyn op muziek gezet. Ramoudt was een groot bewonderaar van de lokale schrijver Roger Fieuw. Na diens overlijden in 1960 was Ramoudt medestichter van het Huldecomité Roger Fieuw en verantwoordelijk voor de uitgave van het boek 'Snapshots' met columns van Fieuw. Ramoudt schreef ook verhalen die in lokale weekbladen verschenen. Sedert 1964 was hij als hoofdredacteur van 'De Weekbode' van de uitgeverij Roularta werkzaam.
Ramoudt werkte ook voor de BRT-radio. Hij werd in de streek bekend als de 'man met de bandopnemer' die overal interviews afnam. Samen met Luc Declercq maakte hij het programma 'Goede Wijn' waarin elke week teruggekeken werd naar oude krantenberichten van jaren terug. Deze oude artikels vormden gedeeltelijk de inspiratiebron voor de verhalen die later in de tv-serie 'Vreemde krachten' aan bod kwamen, een programma dat hij verzorgde. Gaandeweg verlegde Ramoudt zijn interesseveld van het lokale verleden naar de wereld van de parapsychologie en het paranormale. In 1986 verscheen een boek met hem als co-auteur, 'Mens zonder grens. Paranormale waarneming onder de loep genomen'. Hij bewaarde heel wat documentatie, boeken en bandopnames met interviews over dit onderwerp. Deze collectie werd door de Stichting Emiel Ramoudt in bruikleen gegeven aan de stedelijke bibliotheek van Roeselare.
Emiel Ramoudt was actief in tal van (socio-)culturele verenigingen. Zo was hij medestichter van de 'Stichting Alfons Blomme' en de 'Gilde der Erepoorters van de aloude Coopmanstede Rousselaere' waarvan hij een van de bezielers was. Hij stond ook mee aan de wieg van de oprichting van het filmarchief van Roeselare.
De invloed van Ramoudt op het lokale culturele leven bleef na zijn overlijden in 1988 bestaan. Al in 1991 werd er een Prijs Emiel Ramoudt door de vereniging Sport- en Kultuurpromotie Roeselare uitgereikt voor een cultureel verdienstelijk persoon. Winnaars waren onder meer Robert Houthaeve, Eddy Hoet, Ferdy Callewaert, Lieven Debrauwer en Jan Himpe. In 2000 kwam er een nieuwe vereniging, de vzw Emiel Ramoudt, die de literaire nalatenschap van Ramoudt in ere wou houden. Ze namen de prijs over, maar gaandeweg werd deze omgedoopt tot 'De Denker'. In 2008 kwam er nog een nieuwe vzw Erfgoed Emiel Ramoudt die opnieuw een prijs Emiel Ramoudt uitreikte, onder meer aan Roulartatopman Rik De Nolf. 
Emiel Ramoudt is de vader van actrice Machteld Ramoudt. Tijdens de verkiezing van 'Het talent van Roeselare' of de grootste Roeselarenaar in 2013, werd hij 19de.

## Werken
- 1953 - Die van de Tweede Compagnie (verhalenreeks in 'De Mandelpost')
- 1954-1955 - Barnum(verhalenreeks in 'De Weekbode')
- 1954 - Het meisje van Damme (libretto - tekst met muziek van Willy Ostyn)
- 1956 - Het Lied der Meeuwen (libretto - tekst met muziek van Willy Ostyn)
- 1959 - Venusberg
- 1960 - Snapshots (uitgaven teksten van Roger Fieuw)
- 1986 - Mens zonder grens. Paranormale waarneming onder de loep genomen (met H. van Praag en Douwe Bosga)